# Подель
Подель — деревня в Антроповском муниципальном районе Костромской области. Входит в состав Антроповского сельского поселения

## География
Находится в центральной части Костромской области на расстоянии приблизительно 1 км на юго-запад по прямой от поселка Антропово, административного центра района.

## История
В XIX — начале XX века деревня относилось к Галичскому уезду Костромской губернии. В 1907 году здесь было учтено 25 дворов. До 2018 года входила в состав Курновского сельского поселения.

## Население
Постоянное население составляло 149 человек (1897), 164 (1907), 43 в 2002 году (русские 98 %), 27 в 2022.